# Pertamina

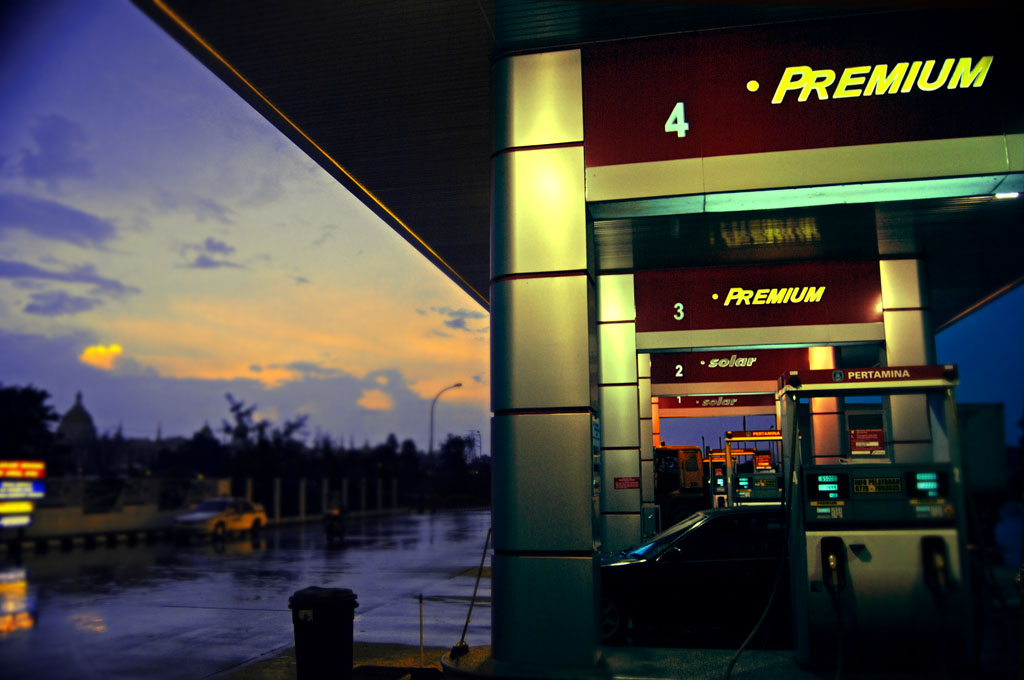
Pertaminatankstation

Pertamina is een Indonesisch overheidsbedrijf dat 's lands olie- en gasreserven uitbaat. Het werd gesticht op 10 december 1957 en is het resultaat van een fusie van Pertamin (opgericht in 1961) en Permina (1957). Het bedrijf is gevestigd aan de Jalan Medan Merdeka Timur in de stadsgemeente Jakarta Pusat in Jakarta. De CEO is Karen Agustiawan.
In 2014 stond het bedrijf op de 123e plaats in de Fortune Global 500 met een omzet van $71 miljard en een winst van $3 miljard.

## Geschiedenis
In het begin van de vijftiger jaren van de 20e eeuw werden alle olie en gasbronnen onder controle gebracht van het Indonesische leger. Het bedrijf werd PT Eksploitasi Tambang Minyak Sumatera Utara genoemd, maar op 10 december 1957 werd de naam gewijzigd in PT Perusahaan Minyak Nasional of kortweg PT Permina. In 1960 kwam het geheel in overheidshanden. Op 20 augustus 1968 werd PT Permina, die zich had toegelegd op de upstreamactiviteiten, samengevoegd met PN Pertamin die zich bezighield met de raffinage en distributie. De nieuw combinatie ging verder onder de naam PN Pertanbangan Minyak dan Gas Bumi Nasional (Engels: National Oil and Gas Mining Company) of Pertamina. Vanaf 1971 was Pertamina de enige die binnen Indonesië naar olie en gas mocht zoeken en winnen. Aan deze monopolie positie kwam in 2001 een eind, Pertamina kreeg vanaf dat moment een gelijke behandeling als alle andere olie- en gasmaatschappijen die in Indonesië actief willen zijn.

### Corruptie en faillissement
Sinds de oprichting van Permina was het bedrijf een belangrijke bron van inkomsten voor de Indonesische overheid. Permina werd bestuurd door een ex-militair Ibnu Sutowo gesteund door president Soeharto. De macht van Sutowo werd vergroot door de fusie met Pertamin en hij werd de hoogste bestuurder van de combinatie. Soeharto onttrok Pertamina aan het normale toezicht en Sutowo was alleen direct aan hem verantwoording schuldig. Er werden geen jaarverslagen gepubliceerd die door het parlement konden worden gecontroleerd. Pertamina leverde niet alleen veel omzet op, maar was ook een belangrijke investeerder en personen nauw gelieerd aan Soeharto konden profiteren van bouwopdrachten tegen aantrekkelijke prijzen. Sutowo maakte van Pertamina een conglomeraat met veel belangen ook buiten de energiesector. Na de eerste oliecrisis stegen de olieprijzen en de inkomsten van Pertamina namen sterk toe. Pogingen om meer grip op het bedrijf te krijgen strandden door verzet van Soeharto en zijn medestanders. In 1975 ging Pertamina, tot veler verbazing, failliet. Het had door corruptie te veel betaald voor de investeringen en het rendement op de investeringen was slecht. Pertamina had een schuld van $ 10 miljard, een gigantisch bedrag gelijk aan zo’n 40% van het Indonesisch bruto nationaal product, en kon deze niet terugbetalen. Soeharto kwam in de problemen en kon weinig anders dan het bedrijf onder parlementair toezicht plaatsen. In ruil werd de staat verantwoordelijk voor de schulden van Pertamina. Sutowo werd ontslagen en veel activiteiten buiten de olie- en gassector werden afgestoten. Ondanks al deze wijzigen bleef Soeharto tot zijn vertrek een belangrijke stempel drukken op de activiteiten van het nationale energiebedrijf.

## Activiteiten
Pertamina is een geïntegreerde energiemaatschappij. Het is actief met het zoeken en winnen van olie en aardgas. De meeste activiteiten worden binnen Indonesië uitgevoerd, maar het bedrijf participeert ook in velden in Australië, Vietnam, Maleisië, Irak, Libië en Algerije. Per dag worden ongeveer 200.000 vaten olie geproduceerd. Voor de raffinage van ruwe olie beschikt het over zes aardolieraffinaderijen verdeeld over Sumatra, Java, Borneo en Papoea. Deze kunnen gezamenlijk zo'n 1 miljoen vaten olie per dag verwerken hetgeen onvoldoende is om aan de groeiende vraag in het land te voorzien. Het heeft zo'n 6000 tankstations om de brandstoffen te verkopen. Het aardgas is voornamelijk voor de export bestemd. Pertamina heeft per jaareinde 2013 drie, en een vierde in aanbouw, fabrieken voor de productie van vloeibaar aardgas. Het heeft tot slot diverse faciliteiten waarbij aardwarmte wordt benut voor de productie van stoom en elektriciteit.

### Internationale acquisities
In oktober 2014 meldde Pertamina dat het de olie- en gasactiviteiten van Amerikaanse Murphy Oil in Maleisië wil overnemen. Pertamina betaalt hiervoor ongeveer $ 2 miljard. In Indonesië staat de olieproductie onder neerwaartse druk omdat de velden uitgeput raken. De vraag naar olie en olieproducten neemt juist sterk toe, tussen 2002 en 2012 steeg de vraag met 44%. Pertamina heeft moeite om aan de binnenlandse vraag te voldoen en met internationale acquisities wil het bedrijf de reserves en productie aanvullen.

### Resultaten
De ontwikkeling van de omzet en winst is sterk afhankelijk van de ontwikkeling van de olieprijs op de wereldmarkt. De eigen productie van olie en aardgas was redelijk stabiel over de afgelopen vijf jaar.
| Jaar | Omzet    | Nettoresultaat | Olieproductie (in miljoen vaten) | Gasproductie (in miljarden m³) |
| ---- | -------- | -------------- | -------------------------------- | ------------------------------ |
| 2009 | $ 35.135 | $ 1388         | 64,4                             | 14,2                           |
| 2010 | $ 47.559 | $ 1833         | 70,0                             | 15,1                           |
| 2011 | $ 67.297 | $ 2399         | 70,6                             | 15,8                           |
| 2012 | $ 70.924 | $ 2752         | 71,8                             | 16,0                           |
| 2013 | $ 71.102 | $ 2896         | 73,6                             | 15,8                           |

## Ongevallen
Op 29 juli 2006 raakten bij een explosie in de Pertamina-PetroChina-olieraffinaderij te Bojonegoro in de Indonesische provincie Oost-Java 150 mensen gewond. Zo'n 6000 bewoners in drie nabijgelegen dorpen vluchtten vanwege de explosies.